# 1800년 연합법

1800년 연합법에 의해 제정된 그레이트브리튼 아일랜드 연합왕국의 국기

성 파트리치오 십자

1800년 연합법(Acts of Union 1800)은 그레이트브리튼 왕국과 아일랜드 왕국이 합병하여 그레이트브리튼 아일랜드 연합왕국이 될 것을 결의한 법이다. 1801년 연합법이라고도 한다.

## 개요
아일랜드의 자치(自治)를 취소하고 영국과의 합동을 규정한 법령이다. 1789년 프랑스혁명 이후 아일랜드의 독립요구가 점차 시급한 문제로 등장했다. 윌리엄 피트의 영국 정부는 다액의 금전을 뿌리고 작위(爵位) 수여의 선심을 써서 아일랜드 의회를 매수, 1800년 합동법을 통과시켜 자치를 취소했다. 이에 의해 아일랜드는 통일의회의 하원에 100명, 상원에 32명의 의원을 보내게 되었다. 이 때 피트가 공약한 가톨릭교도의 해방은 국왕 조지 3세의 반대에 부딪혀 실현되지 못했다. 합동은 18세기말의 분규로부터 아일랜드를 구하기 위해 시행되었으나, 이에 의해 자치문제의 골격이 되는 토지문제는 조금도 개선되지 않았으므로 합병 후 분쟁은 점점 격화되어 정부는 항상 강압 수단으로 평화를 유지할 수밖에 없었다.